# 福島県道39号川俣安達線
福島県道39号川俣安達線（ふくしまけんどう39ごう かわまたあだちせん）は、福島県伊達郡川俣町から二本松市に至る県道（主要地方道）である。

## 概要

### 路線データ
- 起点 : 伊達郡川俣町鶴沢字社前
- 終点 : 二本松市小沢字柳原
- 総延長：11.158km
  - 実延長：総延長に同じ[1]

## 歴史
- 1976年4月1日 - 建設省告示第935号が公布され、福島県道月舘二本松線の一部が主要地方道川俣安達線として指定される。
- 1976年（昭和51年）11月16日 - 福島県によって県道路線に認定される[2]。
- 1993年（平成5年）5月11日 - 建設省から、県道川俣安達線が川俣安達線として主要地方道に指定される[3]。

## 路線状況

### 重用路線
- 福島県道40号飯野三春石川線（福島市飯野町字戸ノ内 - 同市飯野町明治字茶畑）

### バイパス・新道
明治工区
- 起点：福島市飯野町字志保井（福島県道40号飯野三春石川線上）
- 終点：福島市飯野町明治字北向
- 延長：1.09km

女神川右岸部、飯野町中心市街地の狭隘区間による混雑解消と安全性向上のために現道の西側に建設されたバイパスである。2000年度に事業採択され、2001年度に工事着手された。終点側0.48kmが先行開通された後、2010年度に福島県道307号福島飯野線以南の0.24kmが供用開始され、当路線に該当する部分が全線開通した。残る起点側0.37kmの県道40号単独区間に属する部分が2013年度に供用開始され、全線が開通した。

### 道の駅
- 道の駅安達（終点付近にて接続する市道を介する）

### 橋梁
境川橋
- 全長：13.0m
- 幅員：11.0m
- 竣工：1974年[5]

福島市飯野町大久保字境川から飯野町字境川に跨り、一級水系阿武隈川水系女神川支流の境川を渡る。橋上は上下対向2車線で供用されており、上り線側に歩道が設置されている。東詰にて福島県道305号木幡飯野線が分岐する。
後川橋
- 全長：50.4m
- 幅員：12.2m
- 竣工：1976年[6]

福島市飯野町字後川から飯野町字戸ノ内に跨り、一級水系阿武隈川水系女神川を渡る。橋上は上下対向2車線で供用されており、両側に歩道が設置されている。北詰は福島県道40号飯野三春石川線旧道と交わる十字路であり、直下流に県道40号と当路線の重用区間であった旧道橋が架かる。
新飯野橋
松川橋
- 全長：37.7m
- 幅員：7.8m
- 竣工：1983年[6]

二本松市下川崎字狢窪山から福島市松川町沼袋字越田に跨り、一級水系阿武隈川水系水原川を渡る。水原川を渡る橋梁で最下流部に位置し、すぐ北側に水原川と阿武隈川の合流点がある。1972年11月竣功。橋上は上下対向2車線で供用されており、歩道は設置されていないうえ、当橋梁より西側の一部区間は更に幅員が幅員が狭まり車両のすれ違いもままならない。
下田橋
- 全長：41.0m
  - 主径間：19.84m
- 幅員：7.5（10.0）m
- 形式：2径間単純PCプレテンションT桁橋
- 竣工：1984年

福島市松川町沼袋字戸ノ内から松川町下川崎字鍛冶屋に跨り、一級水系阿武隈川水系水原川を渡る。1934年に架けられた旧橋梁の幅員が4.5mと狭隘だったため、水原川の河川改修事業に併せ県単独橋梁整備事業として1983年度より着工された。総事業費は1億1630万円。橋北詰には福島県道192号松川停車場戸ノ内線の終点となる丁字路がある。
名目津橋
- 全長：19.7m
- 幅員：7.5m
- 竣工：1973年[8]

二本松市下川崎字上平から小沢字柳原に跨り、一級水系阿武隈川水系水原川支流払川を渡る。

## 地理

### 通過する自治体
- 福島県
  - 伊達郡川俣町 - 福島市 - 二本松市 - 福島市 - 二本松市 - 福島市 - 二本松市

### 交差する道路
- 川俣町
  - 国道114号（鶴沢字社前 起点）
- 福島市
  - 福島県道305号木幡飯野線（飯野町字境川）
  - 福島県道40号飯野三春石川線 福島市街地方面・福島県道307号福島飯野線（飯野町字戸ノ内）
  - 福島県道40号飯野三春石川線 三春方面（飯野町明治字茶畑）
  - 福島県道192号松川停車場戸ノ内線（松川町沼袋字戸ノ内）
- 二本松市
  - 国道4号福島南バイパス・福島県道129号二本松安達線（小沢字柳原 終点）

### 沿線にある施設など
- 福島市役所飯野支所
- 和台遺跡